# Looney Tunes Racing
Looney Tunes Racing est un jeu vidéo de course sorti en 2000 sur Game Boy Color et en 2001 sur PlayStation. Le jeu a été développé par Circus Freak Studios (PlayStation) et Xantera (Game Boy Color), et édité par Infogrames.

## Système de jeu
Le gameplay est assez semblable à celui de Mario Kart. D'ailleurs, les bonus ressemblent à ceux de Mario Kart. Pour avoir ces gadgets, il faut avoir un nombre requis de jetons :
- Tarte à la crème ACME (1 jeton) : la tarte à la crème est un projectile qui va tout droit et ne rebondit pas contre les murs.

- Bombe ACME (2 jeton) : la bombe se pose sur le terrain et explose lorsqu'un adversaire la touche. Elle reste un temps limité sur la piste.

- Nuage de pluie portable ACME (3 jeton) : le nuage de pluie permet de ralentir les adversaires, mais ne marche que sur un seul d'entre eux.

- Tarte à la crème à tête chercheuse ACME (4 jeton) : la tarte à tête chercheuse est une amélioration de la tarte classique qui se dirige sur l'adversaire le plus proche.

- Tempête d'enclumes (5 jeton, en mode course) : c'est une autre version du nuage de pluie. Cette fois, il pleut des enclumes et touche ceux qui sont devant le joueur. Ce gadget n'est disponible qu'en mode course.

- Poudre d'invincibilité (6 jeton, en mode course) : cette poudre permet d'être invincible. Ce gadget n'est disponible qu'en mode course.

Avec les habituels bonus, les parcours ont toujours des arches ACME sur la piste. Si un personnage (que ce soit un ordinateur ou un joueur) passe sous cette arche, un piège est déclenché. Gants de boxe, Gossamer, les moutons de Sam, etc. Cette option démarque le jeu des habituels Mario Kart et Crash Team Racing.

## Personnage
Voici la liste des personnages au début du jeu :
- Bugs Bunny
- Marvin le Martien
- Lola Bunny
- Daffy Duck
- Taz
- Vil Coyote

Des personnages sont débloquables dans les différents modes de jeu en solo.

## Voix françaises
- Gérard Surugue: Bugs Bunny
- Patrick Guillemin: Daffy Duck
- Michel Mella: Porky Pig
- Patricia Legrand: Titi
- Patrick Préjean: Sam le pirate, Grosminet, Djinn le génie
- Lita Recio: Mémé
- Benoit Allemane: Charlie le coq / Taz
- Jean-Claude Donda: Le savant fou
- Patrice Dozier: Elmer Fudd
- Odile Schmitt: Lola Bunny

## Voix originales
- Joe Alaskey : Daffy Duck, Grosminet, Titi, Gossamer, Marvin le Martien, Djinn, Smokey, Scientifisque Maléfisque
- Billy West : Bugs Bunny, Elmer Fudd, Pépé le Putois
- Bill Farmer : Charlie le coq
- Bob Bergen : Porky Pig
- Maurice LaMarche : Sam le pirate
- Kath Soucie : Lola Bunny
- Jim Cummings : Taz
- June Foray : Mémé